# Lanham
Lanham es un lugar designado por el censo ubicado en el condado de Prince George en el estado estadounidense de Maryland. En el Censo de 2010 tenía una población de 10.157 habitantes y una densidad poblacional de 1.105,62 personas por km².

## Geografía
Lanham se encuentra ubicado en las coordenadas 38°57′44″N 76°50′21″O / 38.96222, -76.83917. Según la Oficina del Censo de los Estados Unidos, Lanham tiene una superficie total de 9.19 km², de la cual 9.14 km² corresponden a tierra firme y (0.54%) 0.05 km² es agua.

## Demografía
Según el censo de 2010, había 10.157 personas residiendo en Lanham. La densidad de población era de 1.105,62 hab./km². De los 10.157 habitantes, Lanham estaba compuesto por el 13.95% blancos, el 65.58% eran afroamericanos, el 0.4% eran amerindios, el 3.14% eran asiáticos, el 0.06% eran isleños del Pacífico, el 14.43% eran de otras razas y el 2.43% pertenecían a dos o más razas. Del total de la población el 22.34% eran hispanos o latinos de cualquier raza.